# Ornella Oettl Reyes
Ornella Oettl Reyes (Alemania, 14 de diciembre de 1991), es una esquiadora alemana-peruana que ha competido por Perú desde el año 2010. 
Su primera competencia fue en el 2006, en el German national race donde fue descalificada y no terminó el slalom gigante. Compitió en diversas competencias internacionales menores en una variedad de eventos de esquí alpino, incluida la de slalom, slalom gigante, descenso y super combinado. Según la Federación Internacional de Esquí no ha finalizado más de la mitad de las carreras en las que participó. A partir de febrero de 2010, su mejor resultado en cualquier competencia fue un segundo lugar en un evento de slalom gigante en Alemania.
Oettl Reyes fue elegida a la edad de 18 para ser uno de los tres miembros de la delegación peruana en los Juegos Olímpicos de Invierno de 2010 que se desarrollaron en Vancouver, Canadá. Aquel fue el  primer equipo peruano en participar en unos Juegos Olímpicos de Invierno. Su hermano menor Manfred Oettl Reyes, también esquiador de esquí alpino, fue otro seleccionado para el equipo. Compitió en el slalom y en el slalom gigante, a pesar de que no se esperaba estar en capacidad para competir por ganar una medalla. 
Al inicio su participación en nombre del Perú fue cuestionado ya que nació en Alemania y vive en ese país aunque su madre es peruana. Ella y su hermano fueron adiciones de último minuto a la lista olímpica peruana. Ambos cumplieron con los requisitos de tiempo mínimo para la participación pero la polémica estribaba en que no habían competido antes en un Campeonato Mundial por Perú. En respuesta a estas críticas, el Comité Olímpico Peruano explicó que en el último campeonato mundial llevado a cabo estaban aún en proceso de recibir su pasaporte peruano, por lo que todavía no podían competir por ese país. La controversia también ha llevado a algunos comentaristas a la pregunta de por qué el gobierno peruano no ha hecho más para identificar y desarrollar atletas en su país. Sin embargo, la práctica de los países más pequeños de enviar atletas que técnicamente son ciudadanos de países con tradición olímpica de invierno no es frecuente.